# Domingos Luís Leme
Capitão Domingos Luís Leme foi um bandeirante que em 12 de fevereiro de 1651 fundou a vila de Guaratinguetá, capitania de São Vicente, onde já vivia desde 1646.
Silva Leme estuda sua família no volume I, pg. 83, de sua «Genealogia Paulistana». Sendo um descendente paterno de João Ramalho.
Era filho de Antônio Lourenço e Mariana de Chaves. Foi companheiro do capitão Jacques Félix, o Moço ao devassar o vale do rio Paraíba nas regiões limítrofes com as atuais Minas Gerais. Em 1643 obteve sesmaria na paragem, onde estabeleceu povoação que em 12 de fevereiro seria criada vila pelo capitão-mor de Itanhaém, Dionísio da Costa.
Enviuvando de Ana Cabral, em 1638 casou com Leocádia de Vasconcelos.